# Salland

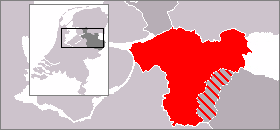
Situation du Salland par rapport à l'Overijssel.

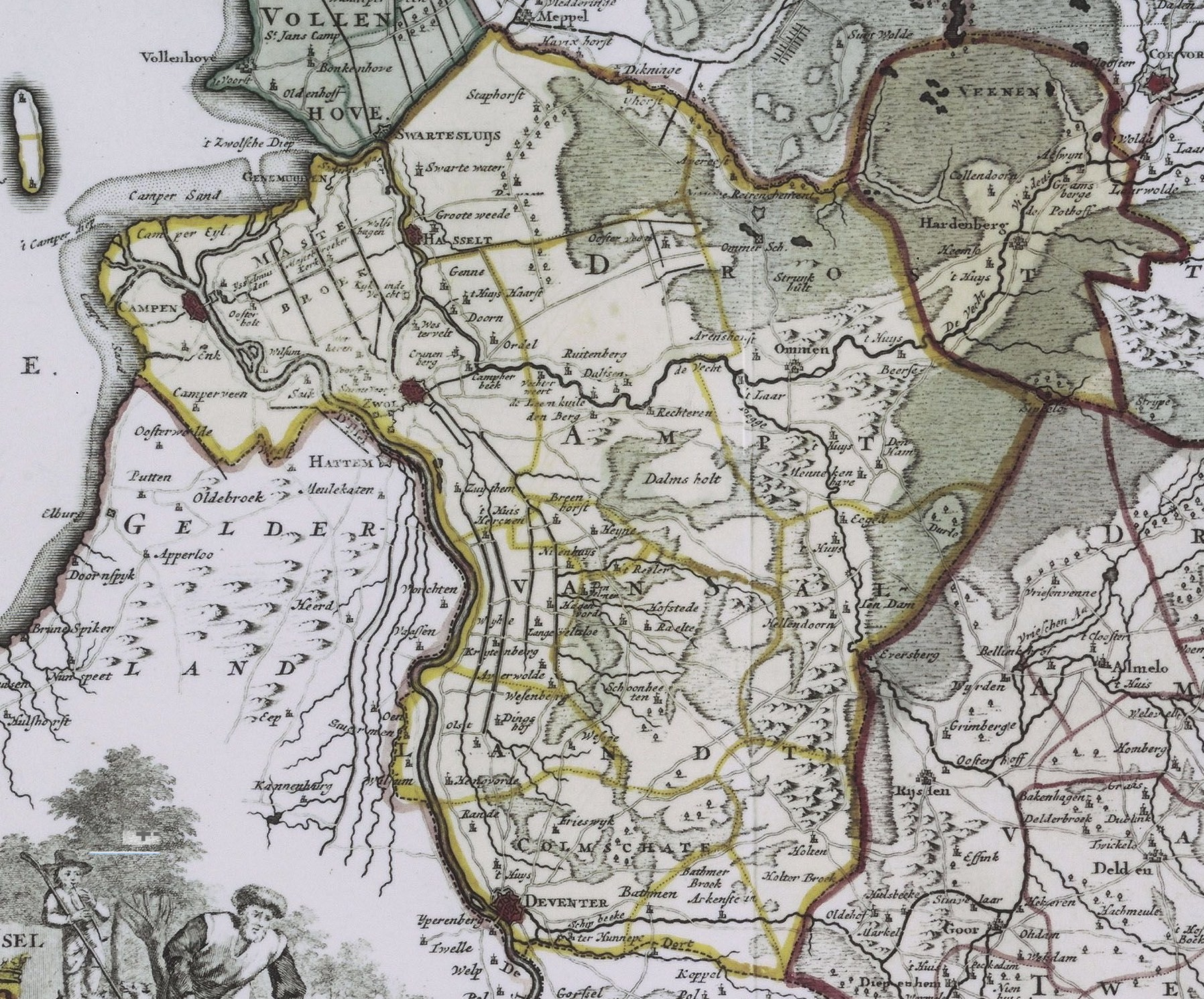
Carte du Salland en 1757.

Le Salland (en bas saxon : Sallaand) est une région naturelle des Pays-Bas située dans la province d'Overijssel à l'est de l'IJssel et à l'ouest de la Twente. Il doit son nom à cette rivière, l'IJssel, ou sa forme ancienne Isala (apparenté à toute une famille de cours d'eau en Europe comme Isère, Ysar, Yser) qui signifierait cours d'eau. La principale ville du Salland, Zwolle, est chef-lieu de l'Overijssel.

## Histoire
Au Moyen Âge, le Salalant correspondait approximativement à la partie occidentale de l'actuelle province d'Overijssel et comprenait également l'île d'Urk. Il avait en 795 un comte Wracharius, fils de Brunharus et père de Méginhard ; il était, en même temps, comte du Hamalant, où son peuple se retrouve au Xe siècle.
Le Salland, ainsi que la Drenthe, appartenait alors au comte Éverard, mari d'Amalrade, sœur de la reine Mathilde. Amalrade était la fille du Saxon Théodoric et de la Frisonne Reinhilde. Éverard est cité en 956 dans le Salland. Il a pour fils Thierry, qui en 962 devient évêque de Metz. Éverard meurt probablement en 966.  
Le Salland passe probablement par la suite à son neveu Egbert le Borgne, le fils de Frideruna, sœur d'Amalrade. Egbert meurt en 994.
Les descendants d'Egbert le Borgne sont Bruno, Liudolf, Egbert II, père lui-même d'Egbert III. Ce dernier se retrouve en 1086 comte de Salland, en même temps que du Westergo et de l'Oostergo, moins étendu que le précédent. À cette date, ces territoires sont confisqués et remis par Henri IV à l'église d'Utrecht. Il semble donc que depuis Éverard jusque vers la fin du XIe siècle le Salland soit demeuré aux héritiers de Reinhilde.